# 弗里德里希·克尔纳
奥古斯都·弗里德里希·克尔纳（德語：August Friedrich Kellner；1885年2月1日—1970年11月4日）是一位德国司法督察，在美因茨和劳巴赫工作。在第一次世界大战之后魏玛共和国期间，他是德国社会民主党的政治筹备者，并且积极对抗阿道夫·希特勒及纳粹党。第二次世界大战期间，他冒着生命危险将纳粹党的罪行记录在他的日记里，命名为《我的反抗》（德语：Mein Widerstand）。他写这本日记的原因为：
“当前，我无法对抗纳粹党，因为他们有静止我的声音的能力。所以，我决定在将来对抗他们。我能给下一代一个对抗如此邪恶的武器。我的目击见证能记录那些野蛮的行径，以及展示阻止他们的方法。” 

## 生平

### 家庭及学历

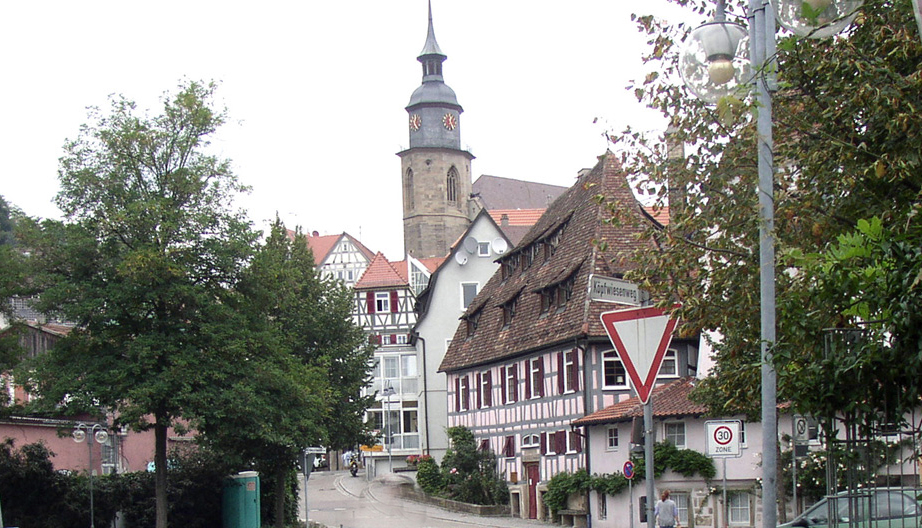
恩茨河畔法伊英根

克尔纳出生于 符腾堡王国（现为德国南部巴登-符腾堡）的恩茨河畔法伊英根。克尔纳是独生子，父亲为乔治·克尔纳（Georg Friedrich Kellner），来自图林根阿恩施塔特(Arnstadt)的一名面包师；母亲为芭芭拉·韦格勒（Barbara Wilhelmine Vaigle），来自比提希海姆市（Bietigheim-Bissingen）。他们是福音路德派信徒。
克尔纳在美因茨上小学和中学。1903年，他成为美因茨法院的书记。1920年，他获晋职为司法督察，一直到1933年都为美因茨法院服务。

### 兵役及婚姻

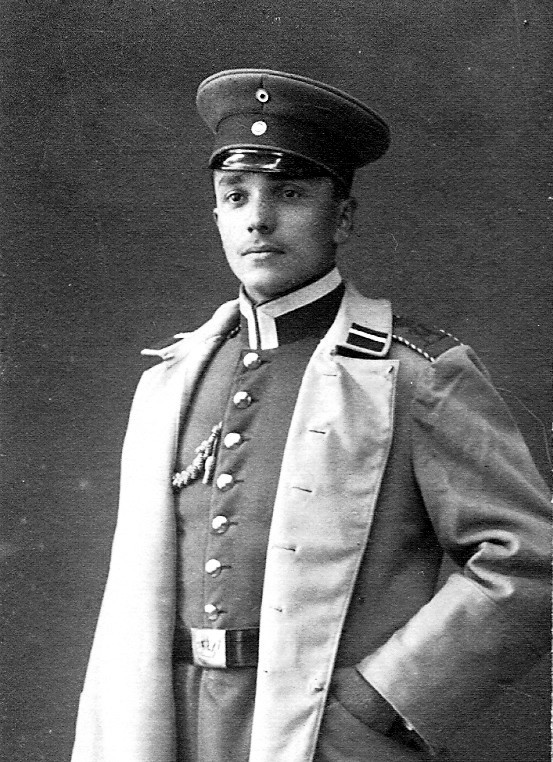
1914年的克尔纳

1907年至1908年，克尔纳在后备军队里服兵役。1914年，第一次世界大战爆发，他被派往比利时和法国参与战役，包括第一次马恩河战役。他在法国兰斯的一场战役中负伤，此后被调往美因河畔法兰克福的第13号军。
在战争爆发前几个月的1913年，克尔纳与美因茨的宝林·皮鲁斯（Pauline Preuss,1888年1月19日—1970年2月8日）结婚。两人共育有一子，卡尔·弗里德里希·威廉·克尔纳（Karl Friedrich Wilhelm，后来移居美国，英文名Fred William，1916年2月19日出世于美因茨）。

## 政治活动

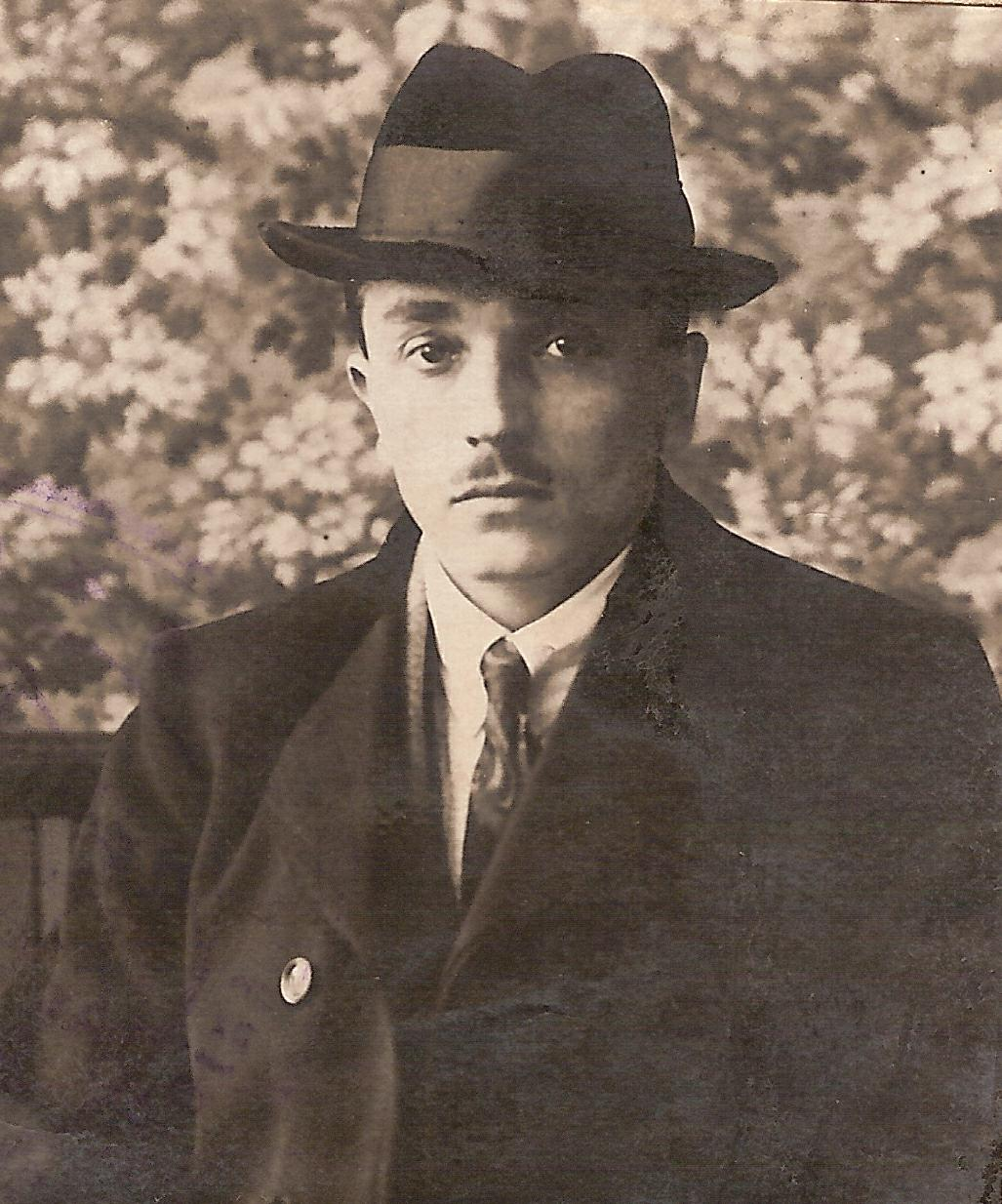
1923年克尔纳督察

第一次世界大战之后，魏玛共和国成立。1919年，克尔纳成为德国社会民主党美因茨支部的政治筹备者。1920年代，他在政治上对抗德国共产党和纳粹党。在古腾堡博物馆（纪念西方活字印刷术发明者约翰内斯·古腾堡）前的游行里，克尔纳会高举着希特勒的自传《我的奋斗》，大喊：“古腾堡，你的印刷术已经被这本邪恶的书污辱了！”纳粹党的冲锋队常常会来骚扰他的游行。
1933年1月，希特勒得权、铲除政敌之前，克尔纳与家人迁往黑森劳巴赫，他在当地法庭担任行政人员。1935年，为了避免儿子在希特勒的军队里服务，他把儿子送往美国。
1938年11月9日的水晶之夜袭击犹太人事件，克尔纳和夫人曾试图阻止暴动行为。事后，克尔纳尝试把当地冲锋队的首领控告上庭，却引起了当局的猜疑，当局展开对克尔纳和夫人的家庭背景的调查。调查显示克尔纳家族三百年以来世世代代都是基督徒，没有犹太血统，否則他很可能被囚禁並杀害。
虽然受到当局多次警告和威胁，克尔纳继续发表他的观点。1940年，劳巴赫镇长及当地纳粹党领袖威胁他如果不停止对镇上居民有“不良影响”，会将他送去集中营。当地纳粹党领袖更在报告中指出，当局计划在搜集足够证据后便会严惩他。

## 战后
战争之后，克尔纳成为劳巴赫副镇长，协助战后的去纳粹化行动，包括革除纳粹党党员的官职。他也重新成立了社会民主党劳巴赫支部，并为地区党主席。
克尔纳继续在当地法庭担任司法督察及行政人员，一直到1948年被调往吉森，于1950年退休。1956年至1960年，他又担任劳巴赫副镇长及首席镇议员。
1966年，克尔纳因在纳粹时代所得到的不公平对待而获西德政府赔偿。判词说到：“克尔纳的政治对抗使他受到当局的制裁。克尔纳对纳粹主义的公开反对令他无法获得晋升的机会。” 
1970年2月8日，宝林·克尔纳夫人逝世。同年11月4日，克尔纳于利茨（Lich）逝世。两人共葬于美因茨的主要坟场（Hauptfriedhof）。

## 日记

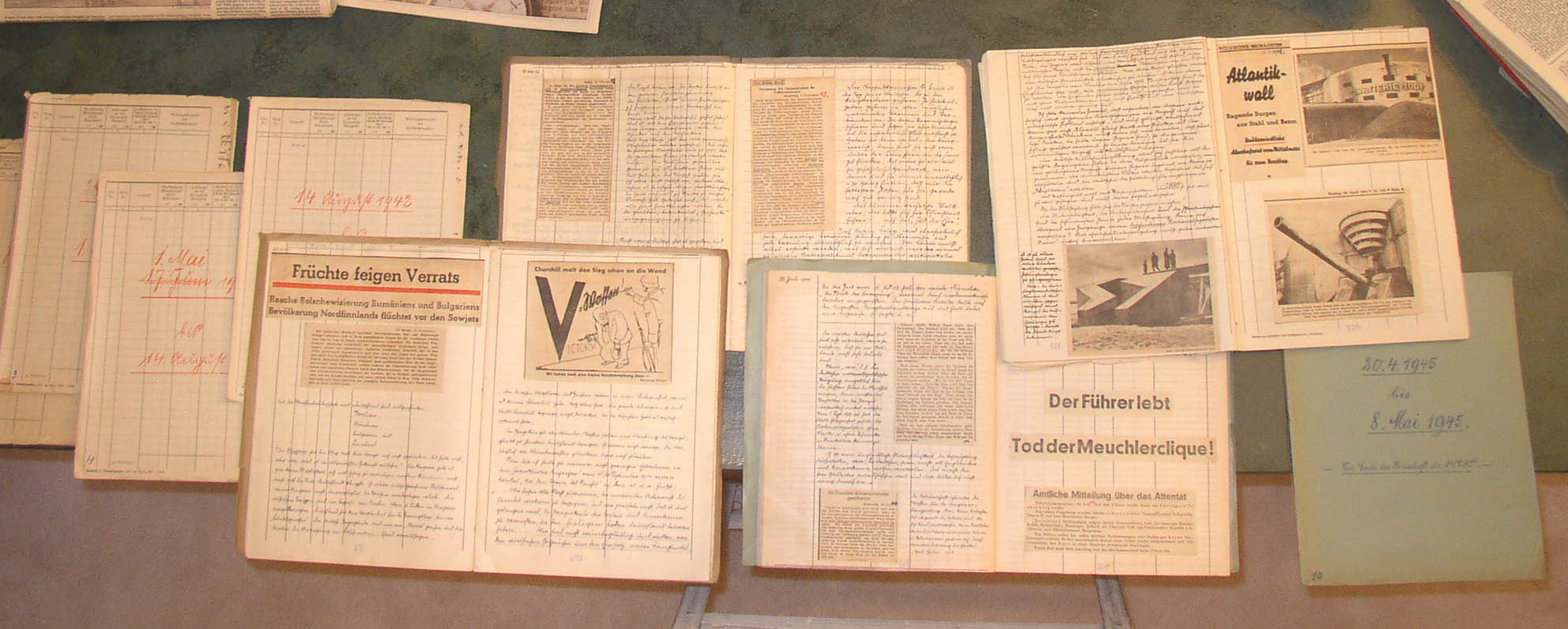
克尔纳的日记

1939年9月1日，希特勒下令袭击波兰当天，克尔纳开始写日记。他把日记命名为Mein Widerstand，意为《我的反抗》。他的写作主要关于纳粹党的政策和宣传，以及希特勒对其他国家的无理挑拌行为，但鲜少提及他的个人状况。
克尔纳在日记中写下了重要的文献。他于1941年10月28日的日记，说明了连德国最小的城镇里的人民都清楚地知道对犹太人的种族灭绝行为：
“有一名来这里度假的士兵说到他目睹了在波兰占领地区的残忍行为。他看到赤裸裸的犹太男人及女人被并排在一条深沟之前，在SS的一声令下，那些乌克兰人向他们的后脑开枪，他们坠入深沟里。之后，深沟就会被填满泥土，其间他还能听见在深沟里还活着的人的叫喊声。
这些非人道的残忍行为导致那些被利用的乌克兰人当中有的精神分裂。所有知道这些非人的纳粹的禽兽行为的士兵们都认为，德国人民应当为将来的报应在鞋子里颤抖。没有任何刑罚是足于对付这些纳粹禽兽的。当然，当报应来时，那些无辜的也被迫与他们一同受苦。但是，因为百分之九十九的德国人民直接或间接的有罪，在当前的情况下，我们只能说那些一同行走的人将会被一同問絞.” 
在战争之前，克尔纳不明白为什么民主国家的领袖无法阻止希特勒建立德国的战斗能力。战争期间，他提出为什么那些国家的军队迟迟不登陆欧洲大陆以对抗德军的问题。1941年6月25日，他写道：
“至今，那些无法想象地没有远见的国家领袖，已经忽略或者背弃他们的职责。人类醒来吧！向和平的破坏者使出全力的攻击！没有反思、没有决议、没有谈话、没有‘中立’。向人类的敌人前进吧！”
到战争结束时，克尔纳写了十本记事簿、共861页的日记，使用的是聚特林书写体。他也在记事簿中贴了超过500张剪报。

### 日记的出版及各界反应

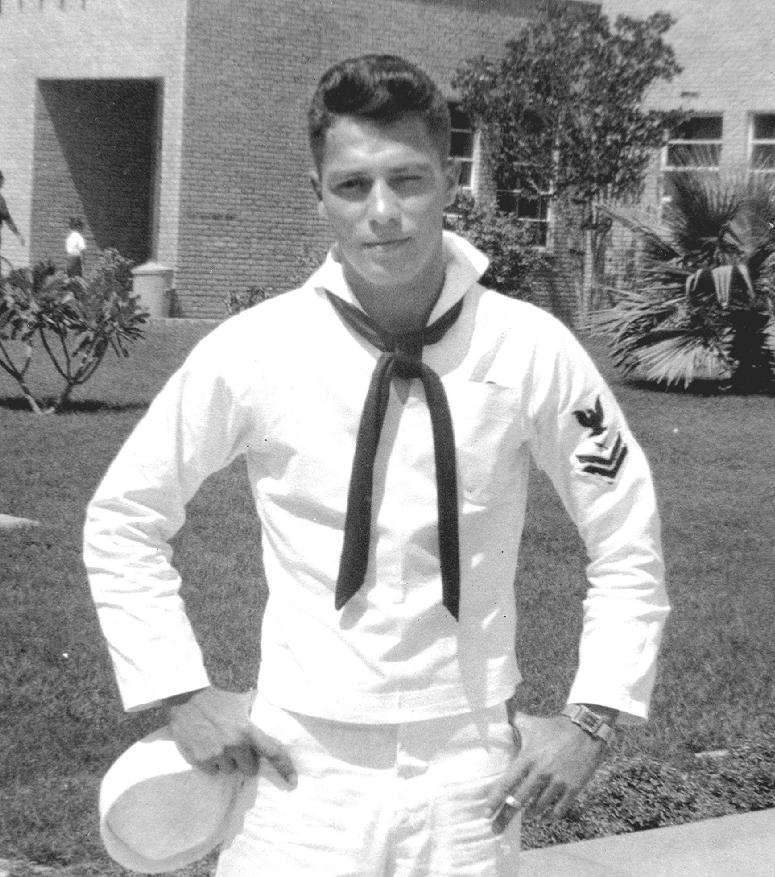
罗伯特·史考特·克尔纳

克尔纳相信他在第二次世界大战时的观察对化解世界上持续的对抗（例如冷战）有所帮助。1968年，他把日记交给他的美籍孙子罗伯特·史考特·克尔纳（Robert Scott Kellner），将日记翻译成英文，公诸于世。
近年来，克尔纳的日记成为证明犹太大屠杀和纳粹党的罪行的重要证据。当伊朗总统马哈茂德·艾哈迈迪内贾德发表否认犹太大屠杀曾经发生的言论后 ，克尔纳的孙子罗伯特吁请艾哈迈迪内贾德读克尔纳的日记。 

## 展示
- 2005年4月-5月逢欧战胜利纪念日60周年于乔治·布什总统图书馆和博物馆首次展出。[15]
- 2005年9月于劳巴赫的Heimatmuseum Fridericianum。2007年成为克尔纳日记，传真及照片永久展览。[16]
- 2006年5月-8月于美国得克萨斯州休斯敦的犹太大屠杀纪念馆。
- 2007年10月于瑞典斯德哥尔摩犹太教堂。
- 2008年11月10日于联合国总部大楼达格·哈马舍尔德图书馆。
- 2009年12月于德国柏林的Friedrich Ebert Stiftung。
- 2010年2月于德国波恩的Gegen Vergessen für Demokratie。
- 2010年5月-12月于德怀特·大卫·艾森豪威尔总统图书馆和博物馆。

## 出版
尤斯图斯·李比希吉森大学（Justus-Liebig-Universität Gießen）的犹太大屠杀文学研究机构（Arbeitsstelle Holocaustliteratur）已成立“克尔纳计划”，计划于2010年出版日记。

### 纪录片
加拿大多伦多的CCI Entertainment于2007年拍摄纪录片《我的反抗：克尔纳的日记》。纪录片拍摄于加拿大、德国及美国。纪录片使用演绎、历史片段以及访问，将克尔纳和孙子罗伯特的人生故事串联起来。
纪录片于2007年加拿大电视上播出，并且于2008年11月逢水晶之夜70周年纪念在联合国总部大楼放映。